# 田中一郎 (科学史学者)
田中 一郎（たなか いちろう、1947年 - ）は、日本の科学史学者。金沢大学名誉教授、金沢医科大学教授。専攻は科学技術史。

## 来歴
神戸市生まれ。1969年神戸大学理学部卒業。1973年東京大学大学院理学系研究科修士課程修了。日本大学理工学部助手、1994年金沢大学理学部自然科学研究科教授、2012年定年退任、名誉教授、金沢医科大学教授（嘱託）。
2010年「近代ヨーロッパにおける特許制度の起源と技術革新の研究 1474年のヴェネツィア特許法の成立を中心として」で学術博士(金沢大学)。

## 著書
- 『ガリレオ』建石修志絵 チャイルド本社(チャイルド絵本館 伝記ものがたり) 1986
- 『ガリレオ 庇護者たちの網のなかで』中公新書 1995
- 『ガリレオ裁判 400年後の真実』岩波新書 2015

共著
- 『はじめて読む物理学の歴史 真理の頂を目指して』ベレ出版(読んで楽しむ教科書) 2007

安孫子誠也、岡本拓司、小林昭三、夏目賢一、和田純夫共著

### 翻訳
- アイザク・ニュートン『光学』堀伸夫共訳 槙書店 1980
- スティルマン・ドレイク『ガリレオの生涯』全3冊、共立出版 1984-1985

1.ピサの斜塔と自由落下、2.木星の衛星と太陽黒点、3.二つの対話と宗教裁判
- リチャード・S.ウェストフォール『アイザック・ニュートン』大谷隆昶共訳 平凡社 1993
- デーヴァ・ソベル『ガリレオの娘 科学と信仰と愛についての父への手紙』監修、田中勝彦訳 DHC 2002
- ヴィンチェンツォ・ヴィヴィアーニ『ガリレオ・ガリレイの生涯 他二篇』岩波文庫 2023.10
- ガリレオ・ガリレイ『新科学論議』岩波文庫（上・下）2024.7-8